# Szumátrai zöldgalamb
A szumátrai zöldgalamb (Treron oxyurus) a madarak osztályának galambalakúak (Columbiformes) rendjébe és a galambfélék (Columbidae) családjába tartozó faj.
A magyar név forrással nincs megerősítve, lehet, hogy az angol név tükörfordítása (Sumatran Green Pigeon).

## Előfordulása
Indonéziához tartozó Szumátra és Jáva szigetén honos. Hegyi erdők lakója.